# A fiú, akit Karácsonynak hívnak
A fiú, akit Karácsonynak hívnak (eredeti cím: A Boy Called Christmas) 2021-es karácsonyi témájú brit fantasy film, amelyet saját és Ol Parker forgatókönyvéből Gil Kenan rendezett. A film Matt Haig 2015-ben megjelent, azonos című könyve alapján készült.
Az Egyesült Királyságban, Ausztráliában, Új-Zélandon, Franciaországban, Németországban és Kínában 2021. november 26-án mutatta be a StudioCanal. A Netflixen 2021. november 24-én debütált.
A film pozitív véleményeket kapott a kritikusoktól.

## Cselekmény
A Mikulás eredettörténetében egy hétköznapi kisfiú (hűséges házi egérrel és rénszarvassal az oldalán) rendkívüli kalandra indul, hogy megtalálja apját, aki a mesebeli Manófalvát keresi.

## Szereplők
| Szerep                                            | Színész                 | Magyar hang         |
| ------------------------------------------------- | ----------------------- | ------------------- |
| Nikolas, mint "Karácsony"                         | Henry Lawfull           | Gáll Dávid          |
| Miika, az egér                                    | Stephen Merchant (hang) | Elek Ferenc         |
| Joel, favágó és Nikolas apja                      | Michiel Huisman         | Pál András          |
| Igazságtündér                                     | Zoe Colletti            | Engel-Iván Lili     |
| Carlotta néni                                     | Kristen Wiig            | Kisfalvi Krisztina  |
| Vodol                                             | Sally Hawkins           | Majsai-Nyilas Tünde |
| Topo atya                                         | Toby Jones              | Gyabronka József    |
| Nusi                                              | Indica Watson           | Hegedűs Johanna     |
| Ruth néni                                         | Maggie Smith            | Pásztor Erzsi       |
| Matt, Andrea, Patrick és Moppet megözvegyült apja | Joel Fry                | Pataki Ferenc       |
| Andrea                                            | Isabella O’Sullivan     | Kobela Kíra         |
| Patrick                                           | Eden Lawrence           | Kelemen Noel        |
| Moppet                                            | Ayomide Garrick         | Kovács András Bátor |
| Király                                            | Jim Broadbent           | Ujréti László       |
| Anders, a vadász                                  | Rune Temte              | Végh Péter          |
| Gerri anya                                        | Carol MacReady          | Halász Aranka       |
| Dibby, elf őr                                     | James Beaumont          | Varga Rókus         |

### Magyar változat
- Magyar szöveg: Kiss Barnabás
- Hangmérnök: Erdélyi Imre
- Vágó: Kránitz Bence
- Gyártásvezető: Újréti Zsuzsa
- Szinkronrendező: Egyed Mónika
- Produkciós vezető: Haramia Judit

A szinkront az SDI Media Hungary készítette.

## A film készítése
2016 májusában megállapodás köttetett arról, hogy a könyvet a Blueprint Pictures és a StudioCanal megfilmesíti. A forgatókönyvet Ol Parker írta.
2019 áprilisában bejelentették, hogy Gil Kenan rendezi a filmet, a szereplők között pedig Jim Broadbent, Sally Hawkins, Maggie Smith és Kristen Wiig is szerepel. A gyártás még abban a hónapban megkezdődött; a forgatás Lappföldön, Finnországban, Csehországban, Szlovákiában és Londonban zajlott.

## Bemutató és fogadtatás
Az Egyesült Királyságban a film a „Sky Original” kategóriájába tartozik, és megtekinthető a Sky Cinema moziban, valamint a Sky streaming szolgáltatásán, a NOW-on.
A Rotten Tomatoes-on a film 30 kritika alapján 83%-os értékelést kapott, az átlagos pontszáma 6,70/10. A Metacritic-en az átlagértéke 5 kritikus véleménye alapján 100-ból 66, ami "általánosságban kedvező kritikákat" jelent.